# Düsselhügelland
Das Düsselhügelland ist eine Naturräumliche Einheit in Nordrhein-Westfalen mit der Ordnungsnummer 3371.18. 
Das leicht wellige Hügelland (200 bis 250 m) umfasst den oberen Einzugsbereich der Düssel und ihrer Zuflüsse (Eigenbach, Brucher Bach, Holzer Bach) zwischen der Quelle und der Wülfrather Ortschaft Düssel. Neben den südöstlichen Wülfrather Ortsteilen und Gemarkungen Düssel, Schlupkothen, Koxhof, Aprath, Ober- und Unterdüssel zählt auch das Wuppertaler Wohnquartier Eckbusch zu dem Naturraum.
Geologisch besteht das Hügelland aus oberdevonischen Schiefern, Sandsteinen und Grauwacken mit Kalkbänken der Velberter Schichten. Es erhebt sich deutlich über die Wülfrather und Dornaper Senken.